# 해협을 건너는 바이올린
《해협을 건너는 바이올린》(海峡を渡るバイオリン 가이쿄우오와타루바이오린[*])은 진창현의 구술 회고를 오니즈카 다다시와 오카야마 도루가 엮은 소설이자 이를 원작으로 제작된 텔레비전 드라마이다.

## 드라마
2004년 11월 27일 토요일 20:00 - 22:54에 방송됐으며, 후지 TV 개국 45주년 기념 드라마로 제작됐다. 주연은 구사나기 쓰요시가 맡았다.

### 출연진
- 진창현 - 구사나기 쓰요시
- 나미코(창현의 아내) - 간노 미호
- 아이카와 선생 - 오다기리 조
- 간호사 - 후세 에리
- 진재기(창현의 아버지) - 정동환
- 창현의 어머니 - 다나카 유코
- 나미코의 아버지 - 쇼후쿠테이 쓰루베

### 제작진
- 기획: 야마다 요시아키
- 연출: 스기타 시게미치
- 각본: 이케하타 슌사쿠, 가미야마 유미코
- 주제가: 나카지마 미유키 〈두 척의 배〉 (二隻の舟 니소노후네[*])
- 음악: 이와시로 다로

### 수상
- 제59회 일본 문화청예술제출품작 - 우수상[1]
- 제59회 일본방송영화예술대상 (2005년)[2]
  - 방송부문 최우수 작품상
  - 최우수 남우주연상
- 제1회 서울 드라마 어워즈 (2006년)[3]
  - 최우수상
  - 음악상